# Hezekiah Butterworth
Pour les articles homonymes, voir Butterworth.
Hezekiah Butterworth, né le 22 décembre 1839 à Warren, Rhode Island, États-Unis, mort le 5 septembre 1905 à Warren, est un écrivain américain, auteur de littérature d'enfance et de jeunesse.

## Biographie
Sa famille, des baptistes adeptes de Roger Williams, comptait parmi les fondateurs de Rhode Island.
Hezekiah Butterworth a été conférencier, traitant de sujets allant de l'éducation à l'hymnologie ou tirés de ses propres voyages (Europe, Amérique du Sud, Cuba, Canada).
Au début de sa carrière, il a publié des articles dans des journaux de premier plan, comme le New York Independent (en) et à partir de 1870, dans le Youth's Companion (en). Il écrivit pour l'Atlantic Monthly, le Harper's Magazine, le Christian Union.
Il a écrit les paroles de plusieurs hymnes du compositeur George Frederick Root, dont Under the Palms, or the Jewish Flower Feast qui devint très populaire en Angleterre.
Il a publié dix-sept volumes des Zig-Zag Journeys entre 1876 et 1895, qui relèvent du genre du travelogue storybook, défini comme : « a narrative in which geography (together with the history, customs, and folklore of nations) is taught by means of an account of the fictional adventures of a child, a family, or some other group », dont 250.000 exemplaires furent vendus.
Il était propriétaire d'une vieille ferme sur le Mont Hope (en) (Bristol, (Rhode Island) et d'un cottage à Belleview en Floride.

## Œuvre

### Essais
- Story of the Hymns, 1875 (George Wood Gold Medal de l'American Tract Society (en) en 1876)
- The Story of the Tunes

### Poésie
- Poems for Christmas, Easter and New Year's

### Littérature d'enfance et de jeunesse
- Zig-Zag Journeys, Boston, Estes et Lauriat
- Knight of Liberty
- In the Boyhood of Lincoln
- Great Composers
- The Patriot Schoolmaster
- Songs of History
- Poems and Ballads
- Boys of Greenway Court